# Betty Gabriel
Betty Gabriel (Washington D. C., 6 de enero de 1981) es una actriz estadounidense de cine, teatro y televisión, reconocida por aparecer en varias producciones de la compañía Blumhouse Productions como The Purge: Election Year, Get Out y Unfriended: Dark Web.

## Filmografía
| Año  | Título                        | Rol            | Notas        |
| ---- | ----------------------------- | -------------- | ------------ |
| 2009 | Maidenhead                    | Isabeau        | Cortometraje |
| 2011 | In Memoriam                   | Kayla          |              |
| 2013 | He's Way More Famous Than You | Estilista      |              |
| 2015 | Experimenter                  | Sally          |              |
| 2016 | The Purge: Election Year      | Laney Rucker   |              |
| 2016 | Good Girls Revolt             | Denise         | 7 episodios  |
| 2016 | 12 Deadly Days                | Willow Russell | 2 episodios  |
| 2017 | Get Out                       | Georgina       |              |
| 2017 | Beyond Skyline                | Jones          |              |
| 2018 | Diverted Eden                 | Shirley        |              |
| 2018 | Unfriended: Dark Web          | Nari           |              |
| 2018 | Upgrade                       | Det. Cortez    |              |
| 2018 | Westworld                     | Maling         | 3 episodios  |
| 2019 | Adopt a Highway               | Deeks          |              |
| 2019 | The Twilight Zone             |                | 1 episodio   |
| 2020 | Defending Jacob               | Pam Duffy      | 8 episodios  |
| 2021 | Clickbait                     | Sophie Brewer  |              |
| 2023 | It Lives Inside               | Joyce          |              |
| TBA  | Human Capital                 |                |              |
| TBA  | Counterpart                   | Naya Temple    |              |
| TBA  | The Spine of Night            |                |              |

## Teatro
- 2004: Black Nativity de Langston Hughes
- 2008: Space de Laura Jacqmin
- 2008: Pluto Was a Planet de Laura Jacqmin[3][4]
- 2009: The Comedy of Errors de William Shakespeare[5]